# Jack Kruschen
Jack Joseph Kruschen (Winnipeg, Manitoba, Canadà, 20 de març de 1922 − Chandler, Arizona, Estats Units, 2 d'abril de 2002) va ser un actor canadenc.

## Biografia
Nascut a Winnipeg, Manitoba, Kruschen va començar la seva carrera en la dècada de 1940 com a element bàsic del radioteatre de la costa oest dels Estats Units. Va tenir regulars o recurrents papers a Broadway Is My Beat, i Pete Kelly's Blues (com a Red, el baixista), així com freqüents papers episòdics en sèries antològiques, westerns, i drames de delinqüència. Va posar la veu en sèries destacades com Fuita, Dragnet, The Rifleman, Gunsmoke (en general, com a veí respectuós amb la llei), Crime Classics, Frontier Gentleman, Yours Truly, Johnny Dollar Nightbeat i Suspens (programa de radio).
Tanmateix, és més conegut pels seus papers en el cinema, incloent la seva memorable actuació com a veí del Dr. Dreyfuss a L'apartament, de Billy Wilder (per la que va rebre una nominació a l'oscar al millor actor secundari). Altres treballs cinematogràfics inclouen papers en La guerra dels mons, dirigida per Byron Haskin (com Salvatore, una de les tres primeres víctimes, paper que va repetir en l'adaptació en la Lux Radio Theater, a la ràdio estatunidenca), The Unsinkable Molly Brown, Abbott and Costello Go to Mars, Lover Come Back, McLintock! (amb John Wayne i Maureen O'Hara), i Cape Fear.
Els seus papers en televisió inclouen el personatge regular de Grandpa Papadopolis (Avi Papadopolis) a la comèdia de situació Webster el paper del brivall Eivol Ekdal en Batman (episodis 9 i 10), i papers en Dragnet, El Zorro, Barney Miller, i en anys posteriors, Murphy Brown, Lois & Clark, i Full House. La seva última aparició en cambra va ser a la pel·lícula de 1997, Til There Was You (amb Sarah Jessica Parker).
Participa en la sèrie Colombo al capítol 7 de la segona temporada titulat The most dangerous match.
Va morir en Chandler, Arizona, a l'edat de 80 anys, per causes no divulgades.

## Filmografia
- 1949: Red, Hot and Blue: Steve
- 1950: Women from Headquarters: Sam
- 1950: On viu el perill (Where Danger Lives): Cosey - Ambulance Driver
- 1950: No Way Out
- 1950: Gambling House: Burly Italian Immigrant
- 1951: Cuban Fireball: Lefty
- 1951: The Lemon Drop Kid: Muscleman
- 1951: Comin' Round the Mountain: Gangster al Night Club
- 1951: The People Against O'Hara: Detectiu
- 1951: Meet Danny Wilson: Drunken Heckler
- 1952: Confidence Girl: Detectiu Sergeant Quinn
- 1952: Just Across the Street: Bit Part
- 1952: Shadow in the Sky de Fred M. Wilcox: Intern
- 1952: The Miracle of Our Lady of Fatima: Sidonio
- 1952: Tropical Heat Wave: Stickey Langley
- 1953: Ma and Pa Kettle on Vacation: Jacques Amien
- 1953: Abbott and Costello Go to Mars: Harry
- 1953: Fast Company: Doc - Poker Player
- 1953: A Blueprint for Murder: Detectiu Tinent Harold Y. Cole
- 1953: La guerra dels mons (The War of the Worlds): Salvatore
- 1953: Money from Home: Short Boy
- 1953: The Long, Long Trailer de Vincente Minnelli: Mecànic
- 1954: The Great Diamond Robbery: Cafe Counterman
- 1954: It Should Happen to You: Joe
- 1954: Tennessee Champ: Andrews
- 1954: Untamed Heiress: Louie
- 1955: Carolina Cannonball: Hogar
- 1955: Dial Red O: Lloyd Lavalle
- 1955: Soldier of Fortune: Austin Stoker
- 1955: The Night Holds Terror: Detectiu Pope
- 1956: The Benny Goodman Story: 'Murph' Podolsky .
- 1956: The Steel Jungle: Truckdriver Helper
- 1956: Outside the Law: Agent Phil Schwartz
- 1956: Julie: Detectiu Mace
- 1957: Badlands of Montana: Cavalry Sergeant
- 1957: Reform School Girl d'Edward Bernds: M.. Horvath
- 1957: Hear Me Good: Gaffer
- 1958: Cry Terror!: Agent F.B.I. Charles Pope
- 1958: Fräulein: Sergent Grischa
- 1958: The Decks Ran Red: Alex Cole
- 1958: El bucaner (The Buccaneer): Hans
- 1959: The Jayhawkers!: Cattleman
- 1959: Beloved Infidel: Beach Bum
- 1959: The Gazebo: Taxista
- 1960: The Last Voyage: Cap enginyers Pringle
- 1960: The Angry Red Planet: CWO Sam Jacobs
- 1960: L'apartament (The Apartment): Dr. Dreyfuss
- 1960: El grum (The Bellboy): Jack E. Mulcher, President de Paramount Pictures
- 1960: Seven Ways from Sundown: Beeker
- 1960: Studs Lonigan: Charlie
- 1960: Where the Boys Are: Max - Cafe Counterman
- 1961: The Ladies Man: Professor
- 1961: Lover Come Back: Doctor Linus Tyler
- 1962: Follow That Dream: Carmine
- 1962: Cape Fear: Fiscal Dave Grafton
- 1962: Convicts 4 de Millard Kaufman: Resko's Father
- 1963: McLintock: Jake Birnbaum
- 1964: The Unsinkable Molly Brown: Christmas Morgan
- 1965: Dear Brigitte: Doctor Volker
- 1965: Harlow: Louis B. Mayer
- 1967: L'esdeveniment (The Happening) d'Elliot Silverstein: Inspector
- 1967: Caprice: Matthew Cutter
- 1971: The Million Dollar Duck: Doctor Gottlieb
- 1973: Temporada 2 de Columbo, Episodi 7: Tomlin Dudek
- 1974: Freebie i Bean (Freebie and the Bean): Red Meyers
- 1976: Guardian of the Wilderness: Madden
- 1977: Satan's Cheerleaders: Billy the Janitor
- 1981 The House on the Prairie (Sèrie TV) Temporada 8, episodi 6 (Gambini The Great)): Gambini
- 1981: Under the Rainbow de Steve Rash: Louie
- 1981: Legend of the Wild
- 1983: Money to Burn: Pops
- 1984: Cheaters
- 1990: Penny Ante: The Motion Picture: Isadore (Izzy) Perlman
- 1997: Fins que et vaig conèixer ('Til There Was You): M.. Katz

## Premis i nominacions
Nominacions
- 1961: Oscar al millor actor secundari per L'apartament